# Albert Sarraut
Albert Sarraut (ur. 28 lipca 1872 w Bordeaux, zm. 26 listopada 1962 w Paryżu) – francuski polityk czasów III Republiki, dwukrotny premier Francji.
W 1902 roku po raz pierwszy został wybrany do Zgromadzenia Narodowego. Reprezentował departament Aude. W latach 1902–1924 członek Partii Radykalno-Socjalistycznej. W latach 1912–1919 gubernator generalny francuskich Indochin.
W 1924 roku wybrany do Senatu Francji. Od tej pory związany lewicą demokratyczną, a także innymi grupami lewicowymi działającymi w Senacie.
26 października 1933 mianowany na funkcję premiera Francji. Miesiąc później zastąpiony przez Camille Chautempsa. Tekę Premiera objął ponownie 24 stycznia 1936 roku. 4 czerwca tego samego roku zastąpiony przez Leona Bluma. W 1940 roku wraz z rozwiązaniem Zgromadzenia Narodowego przez rząd Vichy odszedł z polityki.
W trakcie wojny pełnił funkcję wydawcy rodzinnej gazety, „La Depeche de Toulouse”, którą przejął po tym jak jego brat został zamordowany w 1943 roku przez francuską milicję, będącą paramilitarnymi oddziałami rządu Vichy.
Albert Sarraut zmarł w 1962 roku w Paryżu w wieku 90 lat.